# Industrialisation par substitution aux importations
Pour les articles homonymes, voir ISI.
Il existe plusieurs types de politiques menées par les pays en voie de développement durant les années 1960 et jusqu'à nos jours ; celle de l'industrialisation par substitution aux importations (ISI) se fonde sur des barrières tarifaires — ou non tarifaires — permettant au pays de produire lui-même ce qu'il importait à l'origine, créant un développement autocentré. Le pays en question va donc produire de lui-même ce qu'il importait, se mettant en situation d'indépendance par rapport aux autres pays.
Cette politique comporte aussi des limites. Celles-ci sont la plupart du temps le fait que le marché intérieur n'est pas assez développé (trop restreint) pour permettre un développement de la nouvelle économie locale. De plus, le pouvoir d'achat de la population (étant donné que c'est une économie en transition) n'est souvent pas suffisant pour faire décoller les industries naissantes. Inhérent à cela, l'investissement ne peut donc être rentabilisé à 100 % par la demande insuffisante.

## Principe général
L'idée pour les pays voulant s'industrialiser est que leur économie est dépendante des importations des produits manufacturés provenant de l'étranger. Il leur faut donc substituer à ces importations une production nationale, et gagner ainsi leur indépendance. Il s'agit en premier lieu de limiter l’arrivée d’importations en instaurant des droits de douane et des contrôles qualité, afin d’ouvrir un marché pour les industries locales ; puis, soutenir la croissance rapide de ces entreprises au moyen de subventions élevées.
L'universitaire Vivek Chibber indique qu'après la Seconde Guerre mondiale, les dirigeants d'Amérique latine, d'Inde et d'une partie du Proche-Orient ont cherché à industrialiser l'économie. Pour autant,«  l'histoire semblait montrer que, livrés à eux-mêmes, les industriels étaient peu enclins à investir dans des secteurs qui ne promettent de croissance qu'à long terme. Le plus souvent, les produits rapportant  des profits rapides et élevés n'ont qu'un rendement social faible, sinon inexistant. La planification industrielle visait donc à pousser les entreprises dans une direction qui favorise les rendements à la fois économiques et sociaux. »
Les planificateurs ont en général appliqué une politique plus incitative que contraignante : subventions, prêts à faibles taux d’intérêt,  avantages fiscaux, etc. Pour les bourgeoisies nationales, « l’industrialisation par substitution aux importations a donc représenté une manne de profits, à condition toutefois que cette politique se limite à la distribution de subventions », soit « une socialisation du risque sans menace pour l'appropriation du profit. »

## Différentes phases
Ce processus se déroule en réalité en cinq phases ; celles-ci sont détaillées ici avec l'exemple du Brésil, qui est le seul pays à avoir achevé ce processus :
Première phase
Il faut réduire les biens de consommation simples ; pour cela, on utilise les ressources du pays et les fonds disponibles pour créer des entreprises nécessitant un faible savoir technique, par exemple les industries textiles.
Deuxième phase
C'est celle du machinisme, on réduit toujours les importations, dont certains biens d'équipement. Par exemple, la production de métiers à tisser. On « remonte la pente » en produisant des biens de meilleure qualité.
Troisième phase
Le rôle de l'État augmente : il impose la diversification des industries, notamment par la création d'industries lourdes comme la cimenterie ou la sidérurgie, qui sont coûteuses mais rentables sur plusieurs décennies. Le Brésil a durant cette période commencé à exporter, car son marché intérieur ne pouvait satisfaire l'offre.
Quatrième phase
Le pays produit des biens de consommation durable, comme l'électroménager, l'électronique de loisir, l'automobile. On tente alors d'augmenter le poids de la classe moyenne consommatrice de ces produits, et d'ouvrir l'économie à l'étranger en favorisant l'installation sur le sol de firmes multinationales.
Cinquième phase
La diversification se poursuit jusqu'à ce que le pays soit en mesure d'exporter ; l'industrie de haute technologie, qui requiert de gros investissements est présente.

## Pays ayant effectué une industrialisation par substitution aux importations
- Le Japon durant l'ère Meiji ;
- Le Brésil de 1930 à 1980, qui est le seul pays à avoir accompli les cinq phases ;
- De nombreux pays d'Amérique latine entre la période de la Grande Dépression aux années 1970 comme l'Argentine, le Mexique, le Chili, le Venezuela, l'Uruguay ou encore le Pérou ;
- Le Sénégal[réf. nécessaire] ;
- La Corée du Sud de 1953 à 1961.

## Avantages et inconvénients
Cette forme d'industrialisation est progressive, et a donné de bons résultats avec le Brésil. Cependant, elle est difficile à mettre en œuvre, particulièrement à cause du marché de consommation intérieur, qui se révèle insuffisant pour absorber la production. Le Brésil y a remédié grâce à trois moyens :
- L'entente commerciale afin d'exporter. Cependant, dans le cas d'une industrialisation régionale comme cela a été le cas en Amérique latine, la concurrence est rude entre les pays, d'où l'échec du MERCOSUR ;
- En augmentant le pouvoir d'achat. Seulement, le risque est de créer une société inégalitaire où seule une fraction minoritaire de la population aura accès à la société de consommation ;
- En tentant la conquête de marchés extérieurs, mais c'est une solution difficile.

## Articles liés
- Industrialisation
- Pays en développement
- Importation